# Sakht Del
Sakht Del (persiska: سخت دل) är en ort i Iran.   Den ligger i provinsen Östazarbaijan, i den nordvästra delen av landet, 400 km väster om huvudstaden Teheran. Sakht Del ligger 1 732 meter över havet och antalet invånare är 118.
Terrängen runt Sakht Del är varierad. Runt Sakht Del är det ganska glesbefolkat, med 22 invånare per kvadratkilometer. Närmaste större samhälle är Khvājeh Shāhī, 4,0 km norr om Sakht Del. Trakten runt Sakht Del består i huvudsak av gräsmarker.